# Banksetosa dubia
Banksetosa dubia là một loài nhện trong họ Salticidae.
Loài này thuộc chi Banksetosa. Banksetosa dubia được Arthur Merton Chickering miêu tả năm 1946.